# Lisch-csomó
A Lisch-csomó a szivárványhártyát érintő, jóindulatú daganat (hamartoma). Színe a világossárgától a barnáig terjed, kupola formájú, az írisz felszínéről indul ki. szemész vagy optikus által végzett vizsgálattal (lámpával) kimutatható. A látást nem zavarja.
A Lisch-csomók jelenléte I-es típusú neurofibromatózisra utal.
Általában kétoldali és ritkán jelenik meg ötéves kor előtt.
Nevét Karl Lisch osztrák szemészorvosról (1907-1999) kapta, aki először írt róla cikket 1937-ben.